# 馬齊氏下口蜻鯰
馬齊氏下口蜻鯰，為輻鰭魚綱鯰形目甲鯰科的其中一種，為熱帶淡水魚，分布於南美洲委內瑞拉巴西Agua Fria河流域，體長可達3.6公分，棲息在底層水域，生活習性不明。

## 扩展阅读
維基物種上的相關：馬齊氏下口蜻鯰